# Долчи (Верона)
Долчи је насеље у Италији у округу Верона, региону Венето.
Према процени из 2011. у насељу је живело 278 становника. Насеље се налази на надморској висини од 97 м.